# بوليهيمنيا

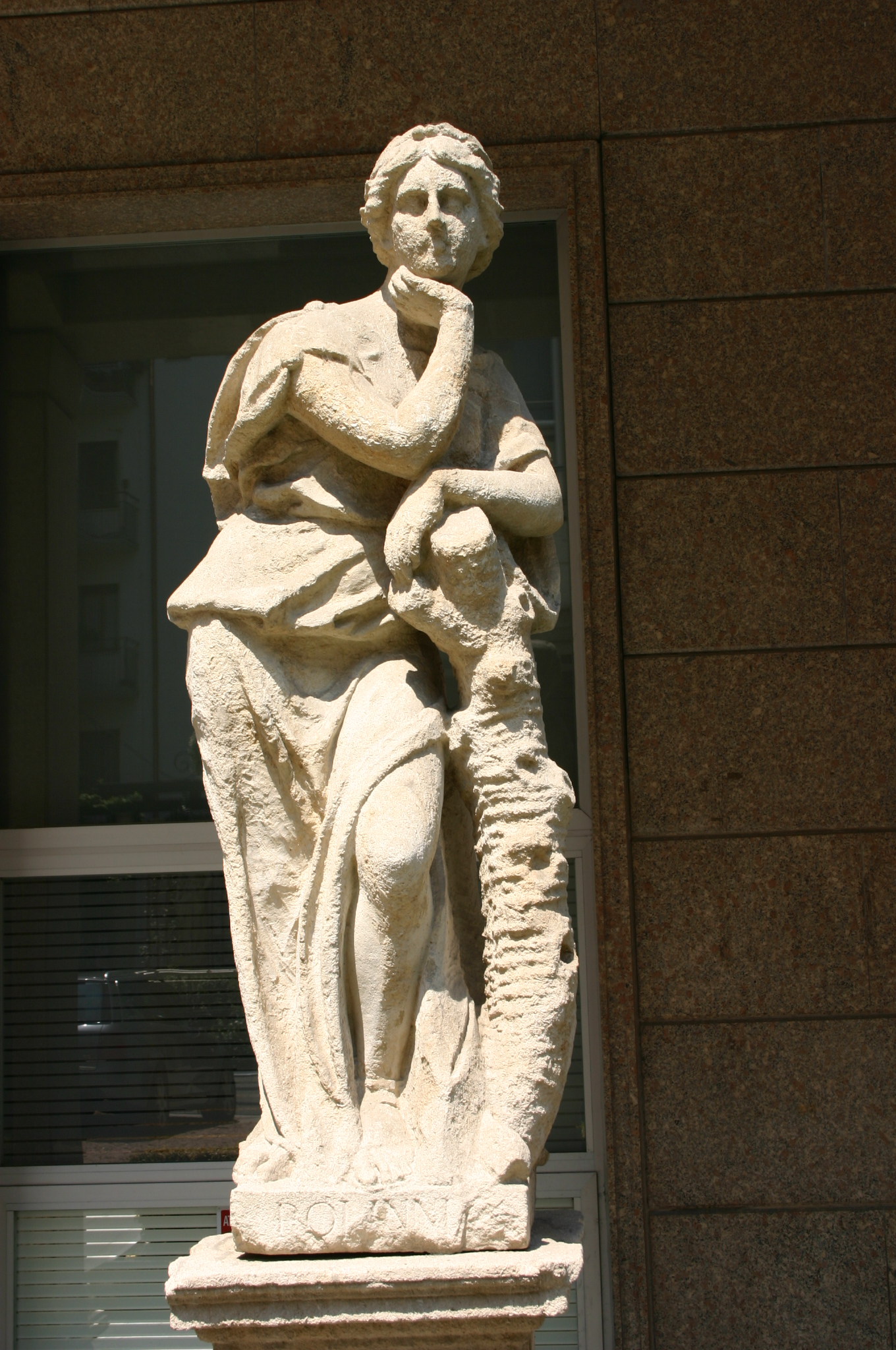
تمثال لبوليهيمنيا وهي في وضع تفكير

بوليهيمنيا (باليونانية: Πολυμνία بمعنى «ترتيلة» أو «إجلال») بحسب الميثولوجيا الإغريقية القديمة، هي إحدى إلهات الإلهام التسع، والتي عنيت بالشعر المقدس والترتيلات الدينية، وفي بعض الأحيان بالزراعة وعلم الهندسة والإيماء. هي ابنة كلًا من زيوس ونيموسيني، صورت في الفنون على هيئة امرأة جادة، تقف في وضع متأمل أو مفكر. كانت بوليهيمنيا تجلب الشهرة للكتاب الذين نالت كتاباتهم شهرة كبيرة.

## معرض صور

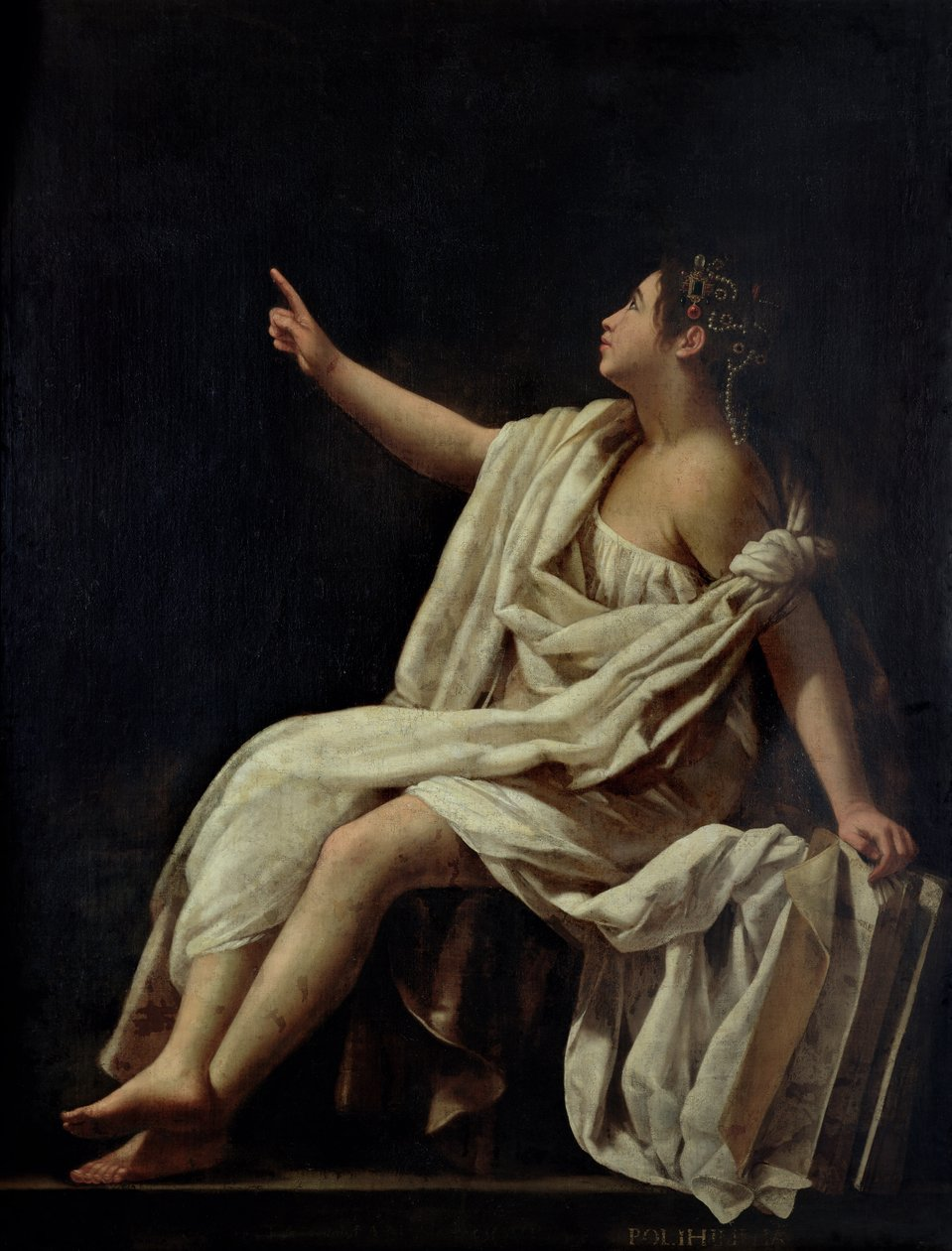
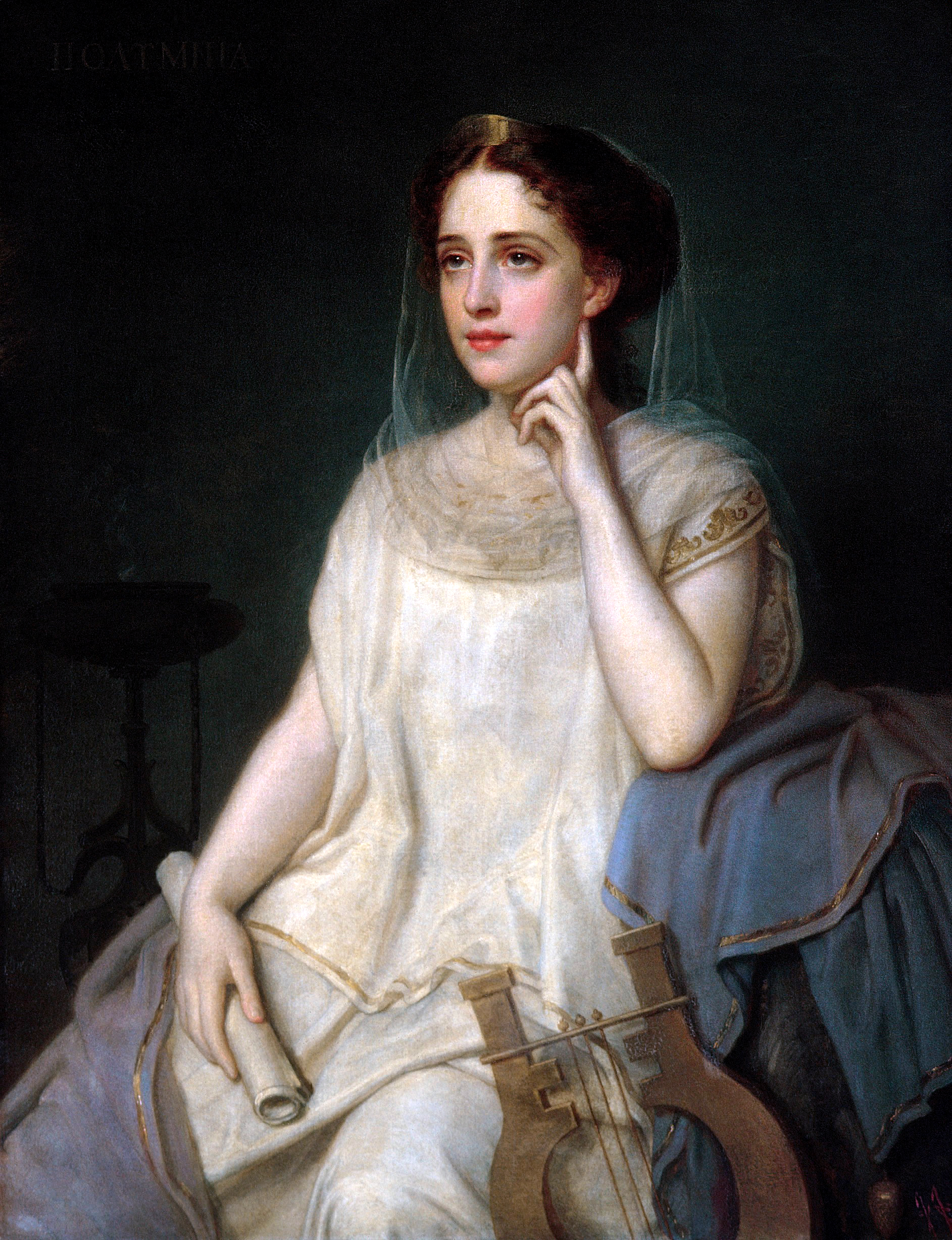
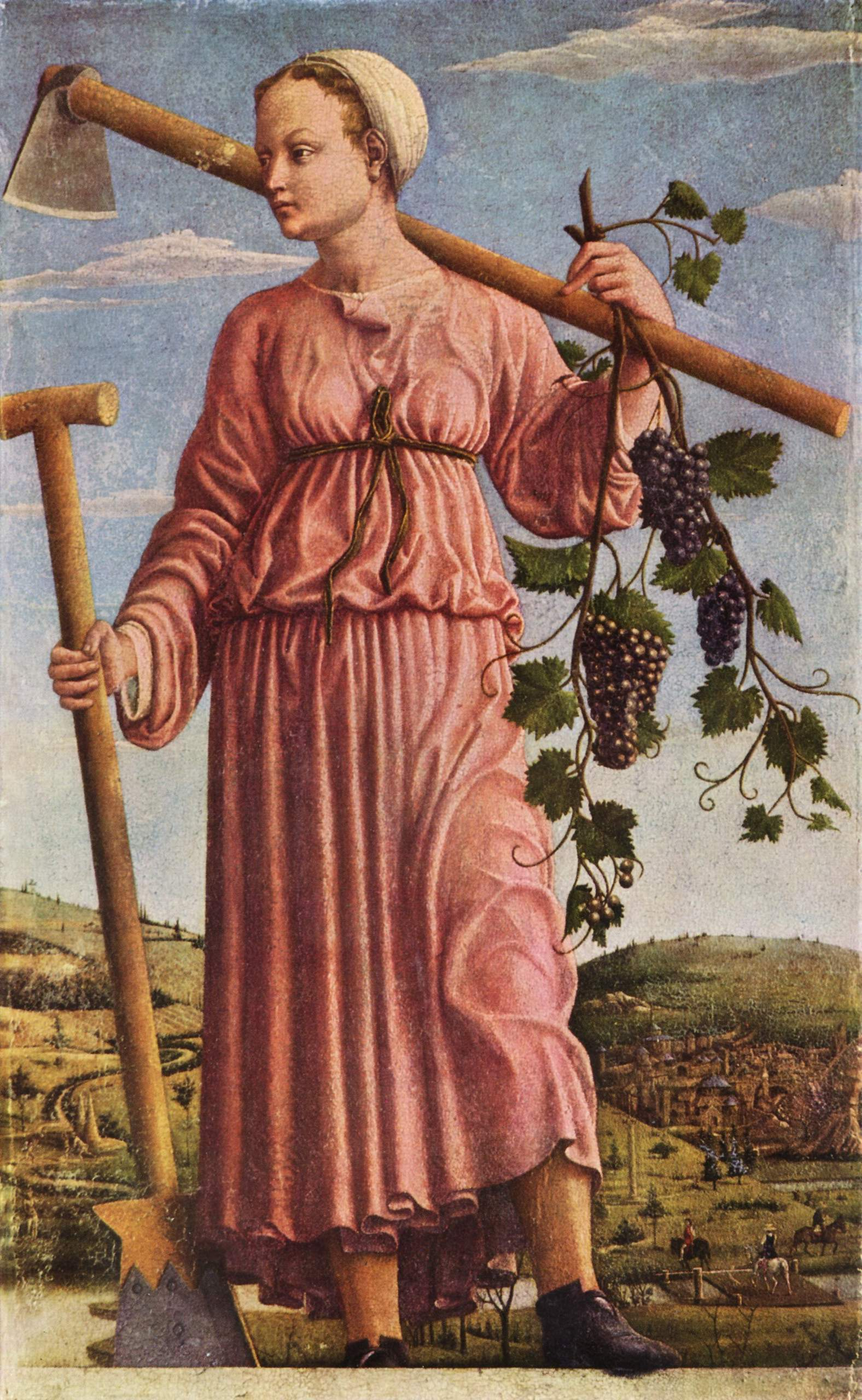
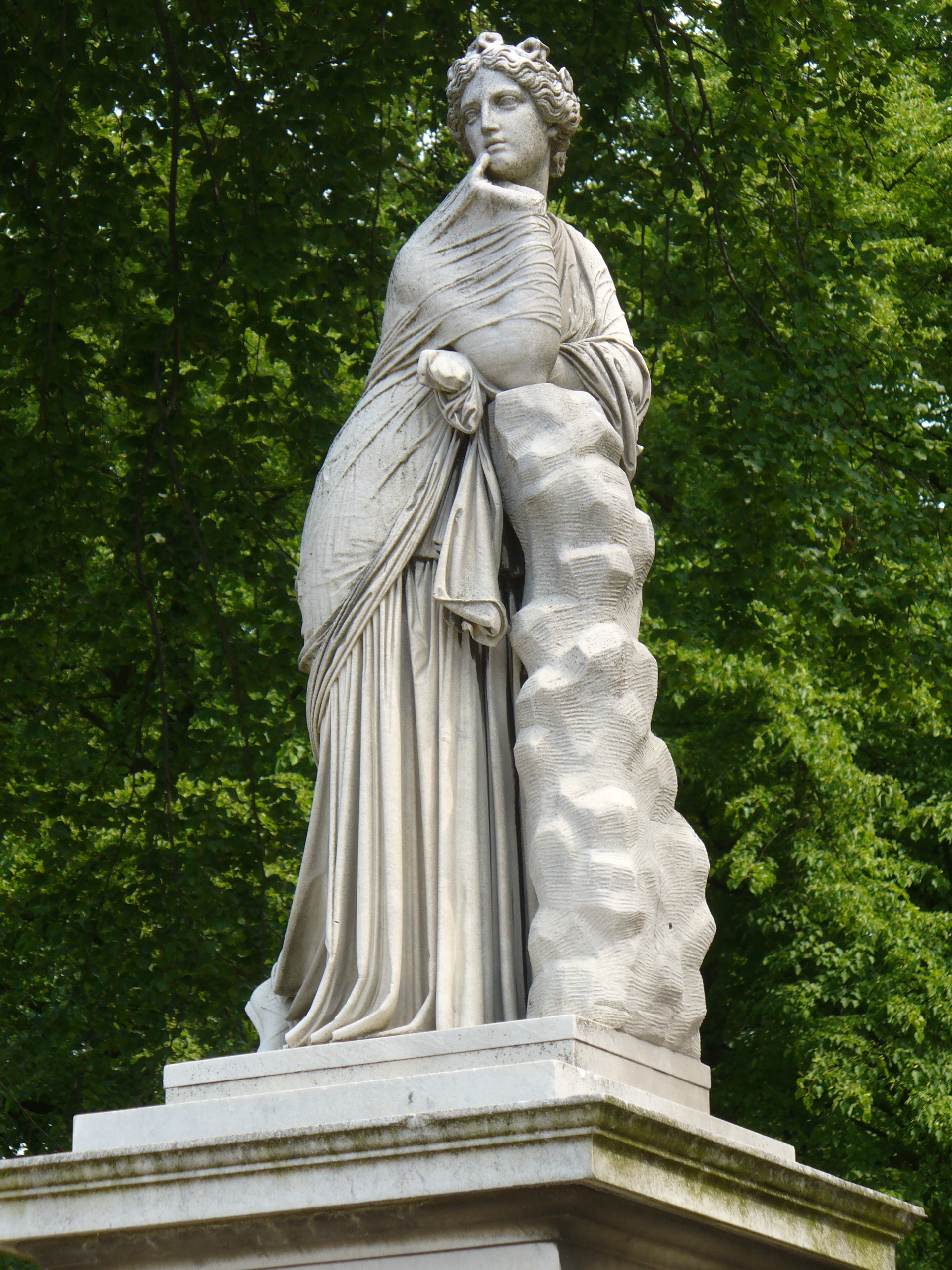
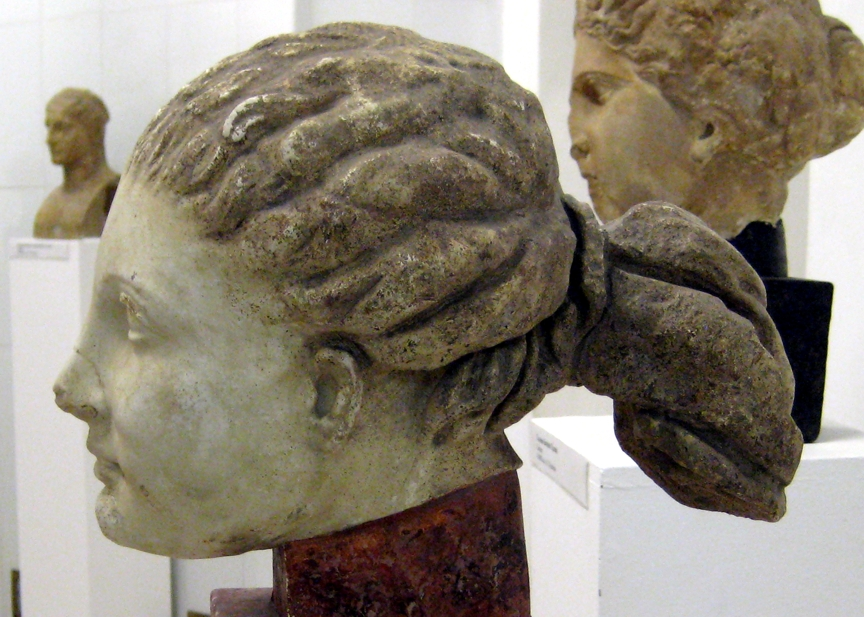